# Le Cavalier mystère
Pour l’article homonyme, voir Colorado (homonymie).
Pour plus de détails, voir Fiche technique et Distribution.
Le Cavalier mystère (titre français), ou Colorado (titre belge), (Three on the Trail en version originale) est un western B réalisé par Howard Bretherton, et sorti en 1936. C'est le sixième des soixante-six films où William Boyd interprète le personnage de Hopalong Cassidy.

## Fiche technique
Sauf mention contraires, les données suivantes sont issues du site IMDb.
- Titre original : Three on the Trail
- Titre français : Le Cavalier mystère
- Titre belge francophone : Colorado
- Réalisation : Howard Bretherton
- Scénario : Doris Schroeder et Vernon Smith d'après le roman The Bar-20 Three de Clarence E. Mulford
- Producteur : Harry Sherman
- Photographie : Archie Stout
- Montage : Edward Schroeder
- Assistant réalisateur : Ray Flynn
- Société de distribution : Paramount Pictures
- Pays de production : États-Unis
- Langue : Anglais
- Format : Noir et blanc – 35 mm – 1,33:1 – Mono
- Genre : Western B
- Durée : 67 minutes
- Dates de sortie :
  - États-Unis : 14 avril 1936
  - France : 16 octobre 1936

## Distribution
- William Boyd : Hopalong Cassidy
- Jimmy Ellison : Johnny Nelson
- Onslow Stevens : Pecos Kane
- Muriel Evans : Mary Stevens
- George Hayes : Windy Halliday VF Paul Ville
- Claude King : J. P. Ridley
- William Duncan : Buck Peters
- Clara Kimball Young : Rose Peters
- John St. Polis : Shérif Sam Corwin
- Ernie Adams : Idaho
- Al Hill (en) : Kit Thorpe
- Ted Adams : Jim Trask
- John Rutherford (en) : Lewis
- Lita Cortez : Conchita